# 2012年楽天ジャパン・オープン・テニス選手権
2012年楽天ジャパン・オープン・テニス選手権は、2012年10月1日から10月7日にかけて東京都・江東区の有明テニスの森公園で開催された、男子プロテニスツアーのATP500シリーズトーナメント大会である。サーフェスはハードコート。

## シード選手

### シングルス
| 国           | 選手                     | ランキング1 | シード |
| ------------ | ------------------------ | ----------- | ------ |
| イギリス     | アンディ・マレー         | 3           | 1      |
| チェコ       | トマーシュ・ベルディハ   | 6           | 2      |
| セルビア     | ヤンコ・ティプサレビッチ | 9           | 3      |
| アルゼンチン | フアン・モナコ           | 11          | 4      |
| スペイン     | ニコラス・アルマグロ     | 12          | 5      |
| カナダ       | ミロシュ・ラオニッチ     | 15          | 6      |
| スイス       | スタン・ワウリンカ       | 16          | 7      |
| 日本         | 錦織圭                   | 17          | 8      |

- 2012年9月24日付のランキングに基づく

### ワイルドカード
以下の3名がワイルドカードで本戦に出場した。
- 伊藤竜馬
- 守屋宏紀
- 杉田祐一

### 予選勝者
以下の4名が予選を勝ち上がり本戦に出場した。
- マルコ・チウディネリ
- グリゴール・ディミトロフ
- セルジー・スタホフスキー
- ドミトリー・トゥルスノフ

その他以下の1名がラッキールーザーで本戦に繰り上がった。
- イボ・カルロビッチ

### 出場辞退
- マーディ・フィッシュ
- ガエル・モンフィス (右膝の怪我)

### 棄権
- ビクトル・トロイツキ (脹脛の筋肉の怪我)

### ダブルス
| 国           | 選手1                        | 国             | 選手2                        | ランキング1 | シード |
| ------------ | ---------------------------- | -------------- | ---------------------------- | ----------- | ------ |
| インド       | リーンダー・パエス           | チェコ         | ラデク・ステパネク           | 14          | 1      |
| パキスタン   | アイサム＝ウル＝ハク・クレシ | オランダ       | ジャン＝ジュリアン・ロイヤー | 29          | 2      |
| メキシコ     | サンティアゴ・ゴンサレス     | アメリカ合衆国 | スコット・リプスキー         | 54          | 3      |
| オーストリア | アレクサンダー・ペヤ         | ブラジル       | ブルーノ・ソアレス           | 57          | 4      |

- 2012年9月24日付のランキングに基づく

### ワイルドカード
以下の2組がワイルドカードで本戦に出場した。
- 守屋宏紀 /  鈴木貴男
- 杉田祐一 /  内山靖崇

### 棄権
- ヤンコ・ティプサレビッチ (扁桃炎)

## 優勝

### シングルス
錦織圭 def.  ミロシュ・ラオニッチ, 7–6(7–5), 3–6, 6–0
- 錦織にとってキャリア通算2度目のツアーシングルスタイトル獲得となった。また初めてのATPワールドツアー500シリーズのタイトル獲得となった。

### ダブルス
アレクサンダー・ペヤ /  ブルーノ・ソアレス def.  リーンダー・パエス /  ラデク・ステパネク, 6–3, 7–6(7–5)